# 12 храбрих
12 храбрих (енгл. 12 Strong) је амерички ратни драма филм из 2018. године редитеља Николаја Фуглсига а по сценарију Теда Талија и Питера Крејга на основу документарне књиге Коњички војници из 2009. аутора Дага Стентона. Продуценти филма су Џери Брукхајмер, Моли Смит, Тед Лакинбил и Трент Лакинбил. Музику је компоновао Лорн Балф.
Глумачку екипу чине Крис Хемсворт, Мајкл Шенон, Мајкл Пења, Нејвид Негабан, Треванте Роудс, Џеф Сталтс, Тед Лакинбил, Вилијам Фикнер и Роб Ригл. Светска премијера филма је била одржана 19. јануара 2018. у Сједињеним Америчким Државама.
Буџет филма је износио 35 000 000 долара, а зарада од филма је 66 300 000 долара.

## Радња
Базирано на истинитој причи о тиму CIA оперативаца и припадника специјалних јединица америчке војске који су се сукобили с Талибанима у Авганистану. Успели су да поразе талибанске противнике и на крају ослободе други највећи град у Авганистану, што се показало кључним у ослобођењу регије од Талибана.

## Улоге
| Глумац         | Улога              |
| -------------- | ------------------ |
| Крис Хемсворт  | Мич Нелсон         |
| Мајкл Шенон    | Хал Спенсер        |
| Мајкл Пења     | Сем Дилер          |
| Нејвид Негабан | Абдул Рашид Достум |
| Треванте Роудс | Бен Мило           |
| Џеф Сталтс     | Шон Коферс         |
| Тед Лакинбил   | Верн Мичелс        |
| Вилијам Фикнер | Џон Малхоланд      |
| Роб Ригл       | Макс Буверс        |